# Дурин, Александр Максимович
Александр Максимович Дурин (1922—1943) — старший сержант Рабоче-крестьянской Красной Армии, участник Великой Отечественной войны, Герой Советского Союза (1943).

## Биография
Александр Дурин родился в 1922 году в селе Гаи (ныне — Нижнеломовский район Пензенской области). После окончания семи классов школы работал в колхозе. В июле 1941 года Дурин был призван на службу в Рабоче-крестьянскую Красную Армию. С января 1942 года — на фронтах Великой Отечественной войны. К сентябрю 1943 года старший сержант Александр Дурин командовал отделением миномётной роты 109-го стрелкового полка 74-й стрелковой дивизии 13-й армии Центрального фронта. Отличился во время форсирования Десны.
Дурин со своим отделением принимал активное участие в форсировании Десны и захвате плацдарма на её западном берегу в районе села Оболонье Коропского района Черниговской области Украинской ССР. 11 сентября 1943 года во время отражения немецкой контратаки Дурин корректировал огонь миномётного взвода, благодаря чему противник понёс большие потери. 13 сентября 1943 года он погиб в бою. Похоронен в Оболонье.
Указом Президиума Верховного Совета СССР от 16 октября 1943 года за «мужество и героизм, проявленные в борьбе с немецкими захватчиками», старший сержант Александр Дурин посмертно был удостоен высокого звания Героя Советского Союза. Также был награждён орденами Ленина и Отечественной войны 2-й степени, медалью.

## Память
- Бюст героя установлен в его родном селе[1].
- В городе Нижний Ломов Пензенской области, на Аллее славы герою установлена памятная доска.